# Případ Janákovi (seriál)
Případ Janákovi je čtyřdílná dokumentární true crime série z roku 2025, kterou pro Oneplay natočil Mirek Vaňura. Kreativní producentkou Oneplay byla Šárka Volemanová. 
Série se věnuje mediálně velmi dobře známé kauze manželů Janákových, kteří v roce 2017 zavraždili muže na Jičínsku. Jeho tělo pak ukryli v kukuřičném poli. Série ukáže také to, že manželé Janákovi plánovali nebo se rovnou pokusili o tři další vraždy. 
Dokumentární série má podtitul „Případ, který změnil zákon“. To se vztahuje k tomu, co se dělo po dopadení páru policií. Janáková totiž ve vězení otěhotněla a musela být propuštěna. Podařilo se jí totiž dopravit sperma od jednoho ze spoluvězňů přímo do její cely, to si následně aplikovala a otěhotněla. Následně obvinila dozorce ze znásilnění, což, jak soudy později ukázaly, nebyla pravda. Po tomto případě došlo k úpravě zákona tak, aby se situace nemohla opakovat.
Dokumentární série na Oneplay odstartovala v pátek 1. srpna 2025.

## Seznam dílů
| Pořadí | Původní název                    | Režie                      | Scénář                     | Původní datum  |
| ------ | -------------------------------- | -------------------------- | -------------------------- | -------------- |
| 1      | Oběť beze jména                  | Mirek Vaňura Dana Vaňurová | Mirek Vaňura Dana Vaňurová | 1. srpna 2025  |
| 2      | Vrah - překvapivé odhalení       | Mirek Vaňura Dana Vaňurová | Mirek Vaňura Dana Vaňurová | 8. srpna 2025  |
| 3      | Přeživší oběti                   | Mirek Vaňura Dana Vaňurová | Mirek Vaňura Dana Vaňurová | 15. srpna 2025 |
| 4      | Těhotenství, které změnilo zákon | Mirek Vaňura Dana Vaňurová | Mirek Vaňura Dana Vaňurová | 22. srpna 2025 |